# Golden Star Group
Die Golden Star Group ist eine international agierende Unternehmensgruppe im Immobilienmarkt mit Sitz in Rotterdam; sie besteht aus der Golden Star Estate B.V. und der Golden Star Properties B.V. Die vor allem in den Niederlanden, in Deutschland, Polen und Tschechien tätige  Gruppe investiert über Akquisition oder Eigenentwicklung in gewerbliche Immobilien (Büro-, Hotel- und Handelsflächen). Daneben fungiert das Unternehmen auch als Betreiber der eigenen wie auch fremder Objekte.

## Geschichte
Eigentümer der Golden Star Group ist der in Israel geborene und in Monaco lebende grenadische Staatsbürger Aaron Frenkel (* 1957). Das Unternehmen entstand in den 1990er Jahren; Polen ist der wichtigste Markt für die Gruppe. Ende der 2000er Jahre übernahm Golden Star den Warschauer Gebäudekomplex Centrum LIM. Neben Büro- und Einzelhandelsflächen wurde in dem Objekt ein 20-geschossiges Hotel der Marriott-Gruppe betrieben, welche die Lizenzvereinbarung im Jahr 2024 aufkündigte. Der Kündigung waren jahrelange Auseinandersetzungen u. a. um finanzielle Belastungen während des Corona-Lockdowns vorangegangen. Kurzfristig erfolgte die Umfirmierung des Hotels in Presidential.
Im Jahr 2016 wurde die Büroimmobilie Oxygen Park in Warschau vom Entwickler Yareal übernommen. Im selben Jahr verkaufte HB Reavis das ebenfalls in Warschau gelegene und mittlerweile vollvermietete Konstruktorska Business Center an Golden Star. Ende 2016 soll das Portfolio der Gruppe mit Anlagen in Polen, Deutschland und Israel einen Wert von 550 Millionen Euro gehabt haben. Im Jahr 2025 betrug die Gesamtportfoliofläche in Mittel- und Osteuropa über 125.000 Quadratmeter.
Ein seit vielen Jahren geplantes Wolkenkratzerprojekt in Warschau ist der Lilium Tower, der neben dem Centrum LIM in der Stadtmitte gebaut werden soll. In Prag investiert das Unternehmen in die Errichtung eines Ritz-Carlton Hotels auf dem Altstädter Ring - hierzu werden acht historische Gebäude zusammengelegt. Die Fertigstellung ist bis 2025 geplant.
In Deutschland gehören das Wörrstadt Business Center in Wörrstadt, die Northwing - BMW Training Academy in Unterschleissheim und das Centurion in Frankfurt am Main zum Portfolio des Unternehmens.

## Ausgewählte Objekte des Portfolios

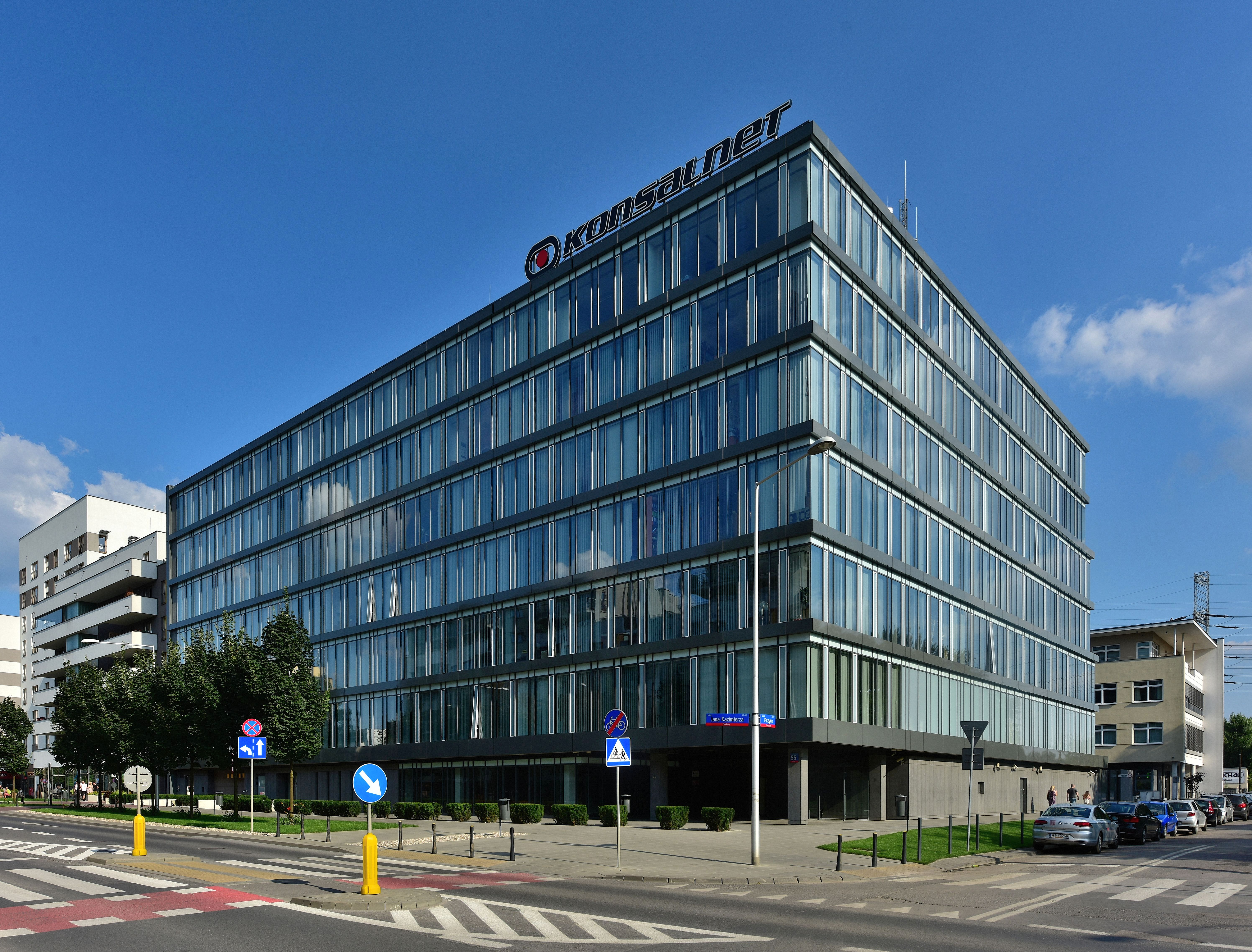
Jana Kazimierza Office, Warschau
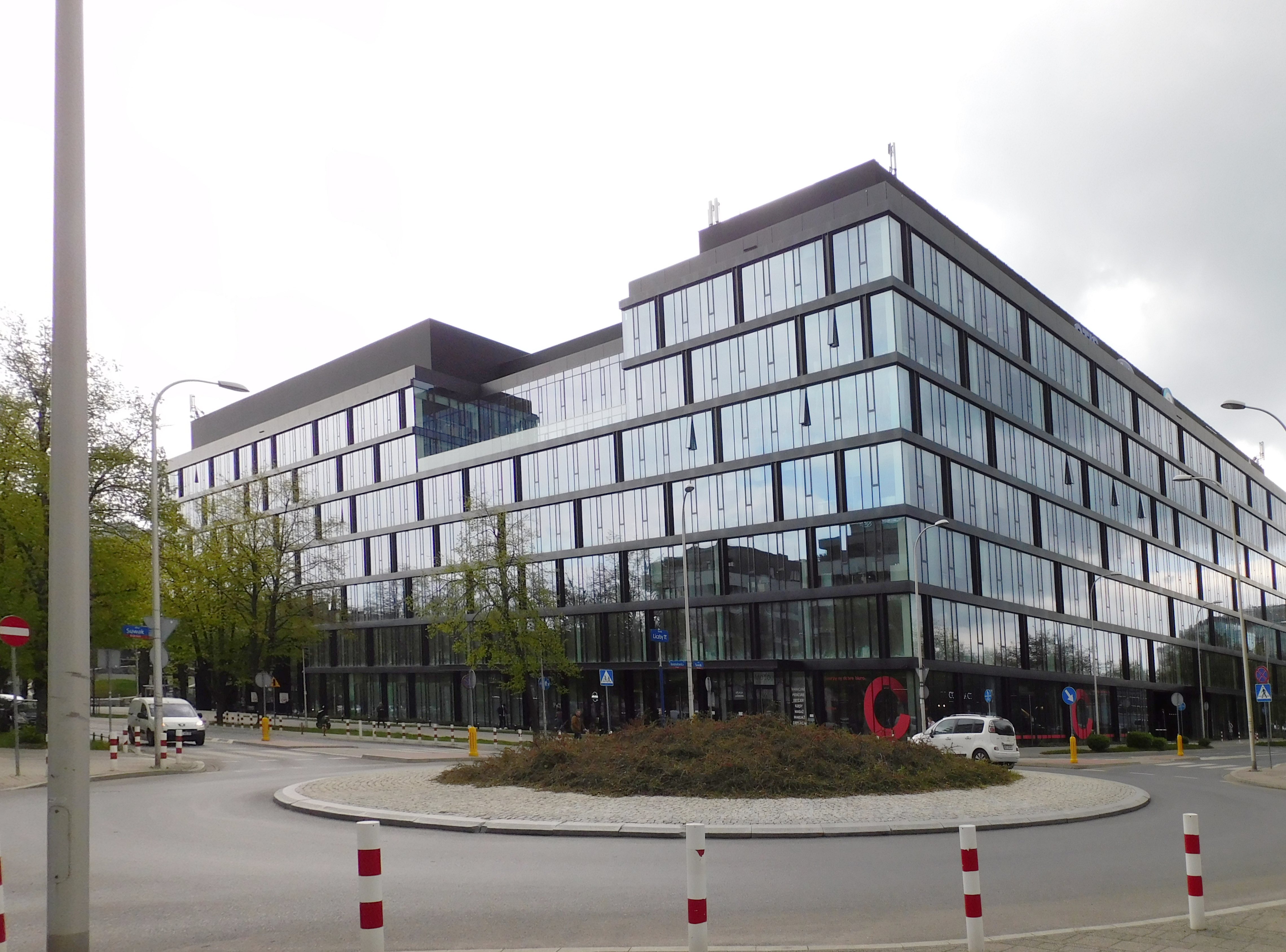
Konstruktorska Business Center, Warschau
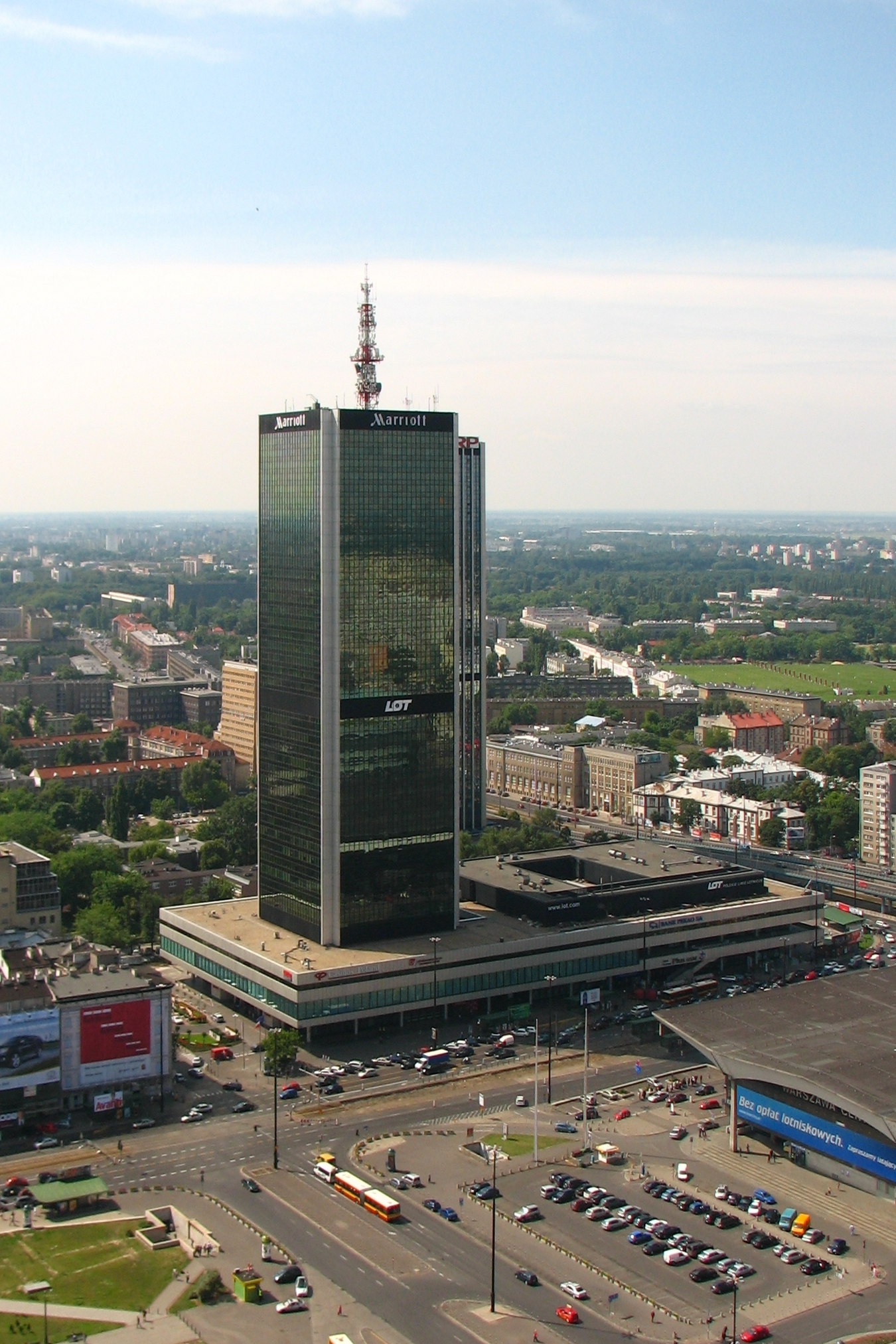
Centrum LIM, Office-Hotel-Retail, Warschau
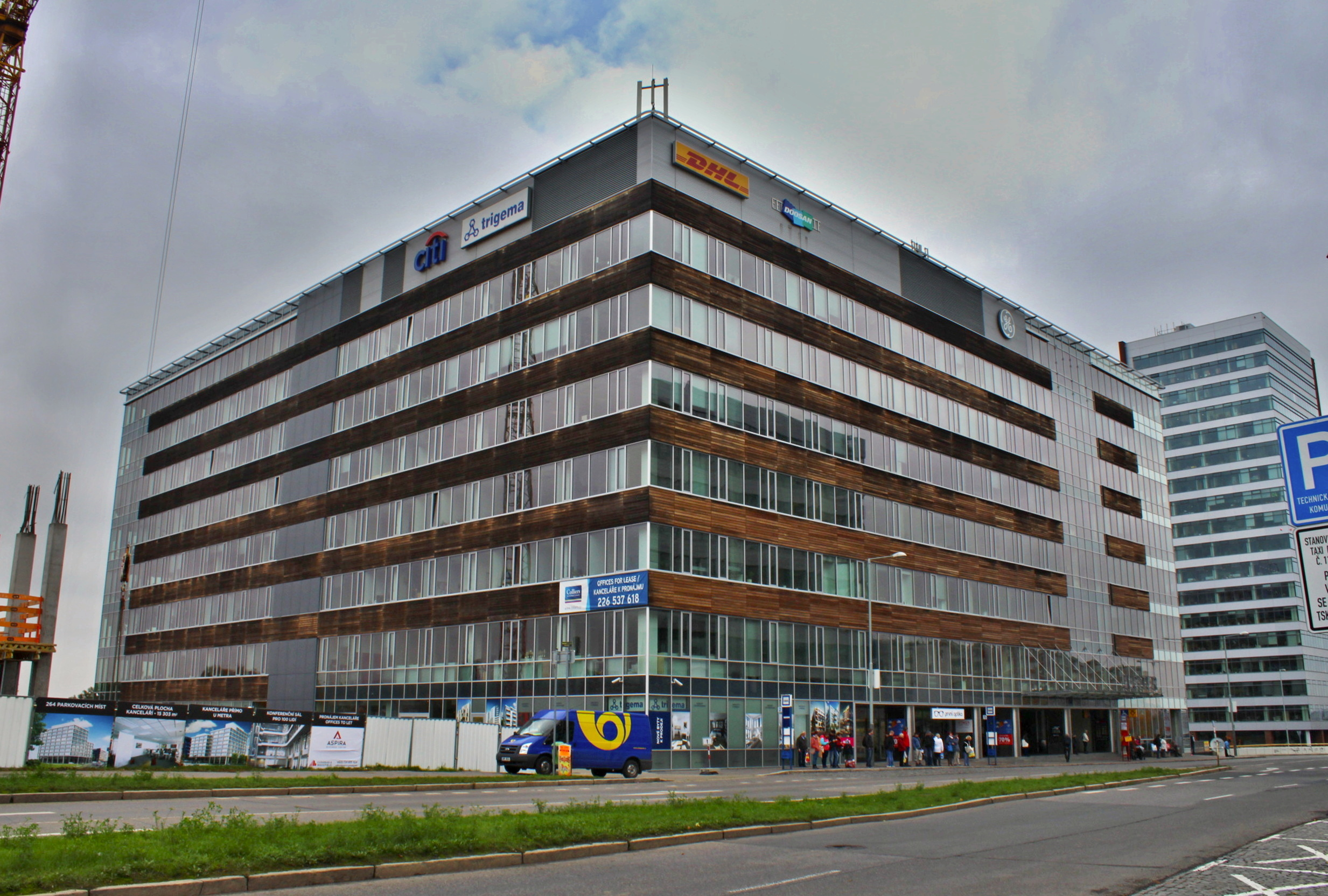
Explora-Jupiter Business Center, Prag
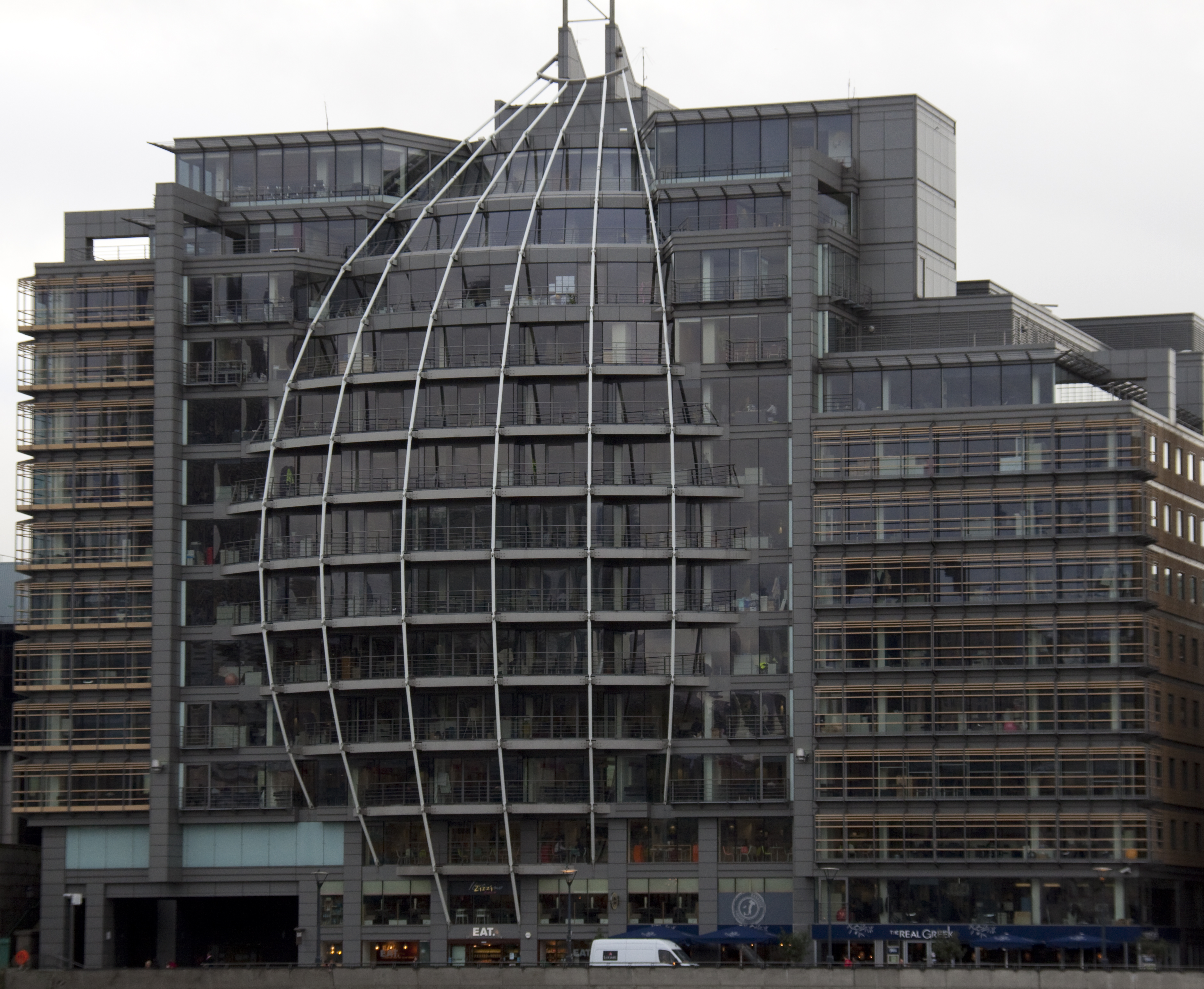
Riverside House, Bankside, London